# Koemon-bi
Der Koemon-bi (小右衛門火; „Koemons Feuer“) ist ein fiktives Wesen aus der japanischen Folklore und gehört zur Gruppe der Yūrei. Er ist den Chōchin-bi und Kitsunebi sehr ähnlich und gilt als eigentlich harmlose Spukerscheinung.

## Beschreibung
Der Koemon-bi wird als etwa fußballgroßer, bläulicher Feuerball beschrieben, der in der Luft schwebt und meist umherhuscht, als ob er etwas suchen würde. Er soll auf Friedhöfen oder verlassenen Landstraßen auftauchen. In dem Feuerball soll das Gesicht eines jungen Mannes erscheinen und angeblich hört man den Geist manchmal leise jammern.

## Hintergrund
Die Gestalt des Koemon-bi geht auf eine Legende zurück, die sich erstmals in dem Sammelband Ōtogi atsugeshō (御伽厚化粧; Feenschminke) aus dem Jahr 1734 findet. Darin heißt es, der Anführer des Dorfes Numata in der Provinz Ōmi sei ein ruchloser und habgieriger Mann namens Koemon gewesen. Er wurde wegen mehrerer Raubüberfälle und Tötungsdelikte selbst zum Tode verurteilt. Nach seinem Tod wurde seinem Geist der Eintritt ins Jenseits verwehrt, woraufhin Koemon dazu verdammt war, als Irrlicht unter dem Namen Koemon-bi umzugehen. Eine Gruppe von Schamanen soll versucht haben, ihn mit der magischen Flöte Hyūdorodoro zu vertreiben, aber sie scheiterten kläglich und mussten fliehen.
Eine stark abweichende Geschichte stammt aus dem Werk Toenshōsetsu (兎園小説; Geschichten aus dem Kaninchengarten) von Kyokutei Bakin aus dem Jahr 1842. Darin wird von einem jungen Mann namens Koemon erzählt, der in dem Dorf Matsudzuka aufwächst und von geheimnisvollen Irrlichtern namens Chōchin-bi erfährt. Tatsächlich wird er eines Tages selbst Zeuge einer solchen Erscheinung und er schwört sich, bei nächster Gelegenheit der Sache auf den Grund zu gehen und das Geheimnis der Chōchin-bi zu lüften. Eines späten Abends ist er auf einer Landstraße unterwegs, als er von einem laternengroßen, bläulichen Feuerball überrascht wird. In seinem Schrecken zückt Koemon seinen Spazierstock und schlägt auf den Feuerball ein. Dieser zerspringt in lauter kleine Irrlichter, die den jungen Mann wie Bienen umschwirrren. Koemon zögert keine Sekunde, nimmt seine Beine in die Hand und rennt nach Hause. Nur kurze Zeit später ereilt ihn ein heftiges Fieber, das ihn binnen eines Tages dahinrafft. Die bestürzten Angehörigen und Nachbarn sind überzeugt, dass das geisterhafte Feuer für das rasche Ableben Koemons verantwortlich ist. Der Unglück bingende Feuerball soll seither besonders in den Präfekturen Shiga, Hyōgo und Nara als Koemon-bi bekannt sein.